# Paul Ramsey
Paul Christopher Ramsey (ur. 3 września 1962 w Londonderry) – północnoirlandzki piłkarz występujący na pozycji obrońcy.

## Kariera klubowa
Ramsey zawodową karierę rozpoczynał w 1980 roku w angielskim klubie Leicester City z First Division. W tych rozgrywkach zadebiutował 7 marca 1981 roku w wygranym 1:0 Arsenalem. W 1981 roku spadł z zespołem do Second Division. W 1983 roku powrócił z nim do First Division. W 1987 roku ponownie spadł z klubem do Second Division. W Leicester Ramsey spędził 11 lat. W sumie zagrał tam w 290 meczach i zdobył 13 bramek.
W 1991 roku odszedł do walijskiego Cardiff City z Fourth Division. Spędził tam dwa kolejne lata, w ciągu których rozegrał tam 69 spotkań i strzelił 7 goli. W 1993 roku Ramsey został graczem szkockiego St. Johnstone ze Scottish First Division. W sezonie 1994/1995 przez kilka miesięcy przebywał ma wypożyczeniu w Cardiff City.
W 1995 roku Ramsey wrócił do Anglii, gdzie podpisał kontrakt z Torquay United. Następnie jego klubami były Barry Town (Walia), Telford United (Anglia), Merthyr Tydfil (Walia), KPV (Finlandia), Grantham Town (Anglia) oraz King’s Lynn (Anglia), gdzie w 1999 roku zakończył karierę.

## Kariera reprezentacyjna
W reprezentacji Irlandii Północnej Ramsey zadebiutował 21 września 1983 roku w wygranym 3:1 meczu eliminacji Mistrzostw Europy 1984 z Austrią. W 1986 roku został powołany do kadry narodowej na Mistrzostwa Świata. Nie zagrał jednak na nich w żadnym pojedynku. Tamten mundial Irlandia Północna zakończyła na fazie grupowej. W latach 1983–1989 w drużynie narodowej Ramsey rozegrał w sumie 14 spotkań.